# Tetragnatha filiciphilia
Tetragnatha filiciphilia este o specie de păianjeni din genul Tetragnatha, familia Tetragnathidae, descrisă de John Wynn Gillespie în anul 1992. Conform Catalogue of Life specia Tetragnatha filiciphilia nu are subspecii cunoscute.